# Bandolín tachirense

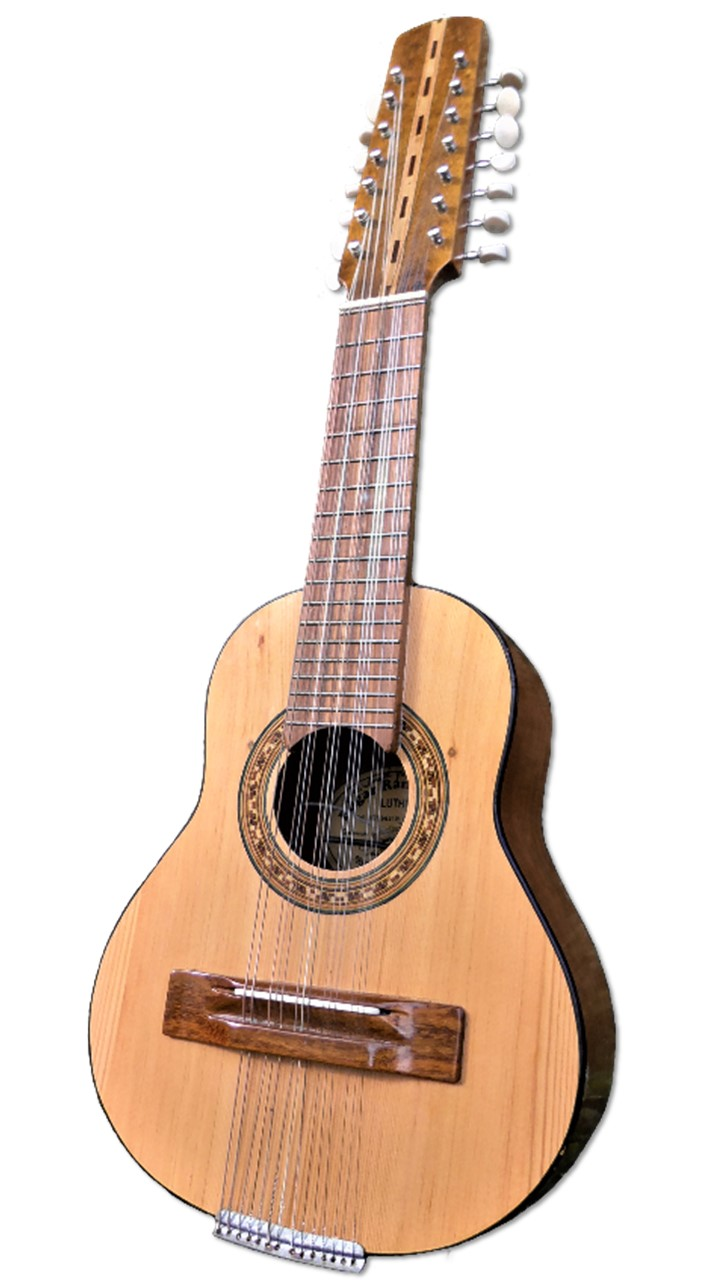
Bandolín fabricado en el pueblo de Seboruco del estado Táchira, para la agrupación de Los Montañeros, promotora del impulso de la música tachirense de raíz.

El bandolín tachirense es un instrumento de cuerda de la familia de las bandolas que se ejecuta principalmente en la alta montaña del estado Táchira en Venezuela.

## Historia
El bandolín proviene de la familia de la bandurria, instrumento que llegó en la época de la colonización europea, la bandurria tomó en Colombia la forma de un instrumento llamado requintillo, florinda, chinita o tiple grillo. Este era el instrumento de moda a comienzos del siglo XIX en el norte del departamento del Huila; en la provincia de occidente, en el departamento de Cundinamarca, en la provincia de Tenza, Boyacá; provincia de García-Rovira y departamento de Santander en la República de Colombia. A principios del siglo XIX contaba con 10 cuerdas de acero distribuidas en 4 órdenes y afinadas en cuartas descendentes. Posteriormente, a mediados del siglo XIX este instrumento toma una nueva orden grave y más cuerdas, dotándolo de 14 cuerdas distribuidas en 5 órdenes, manteniendo su sistema de afinación de cuartas descendentes y su forma física. Esta característica de encordado, atribuida al poeta Colombiano Diego Fallón duró poco tiempo, pues el compositor Pedro Morales Pino agregó más adelante una sexta orden grave y le cambió la forma entregando lo que se conoció como Lira, hoy en día, bandola andina colombiana de 16 cuerdas.

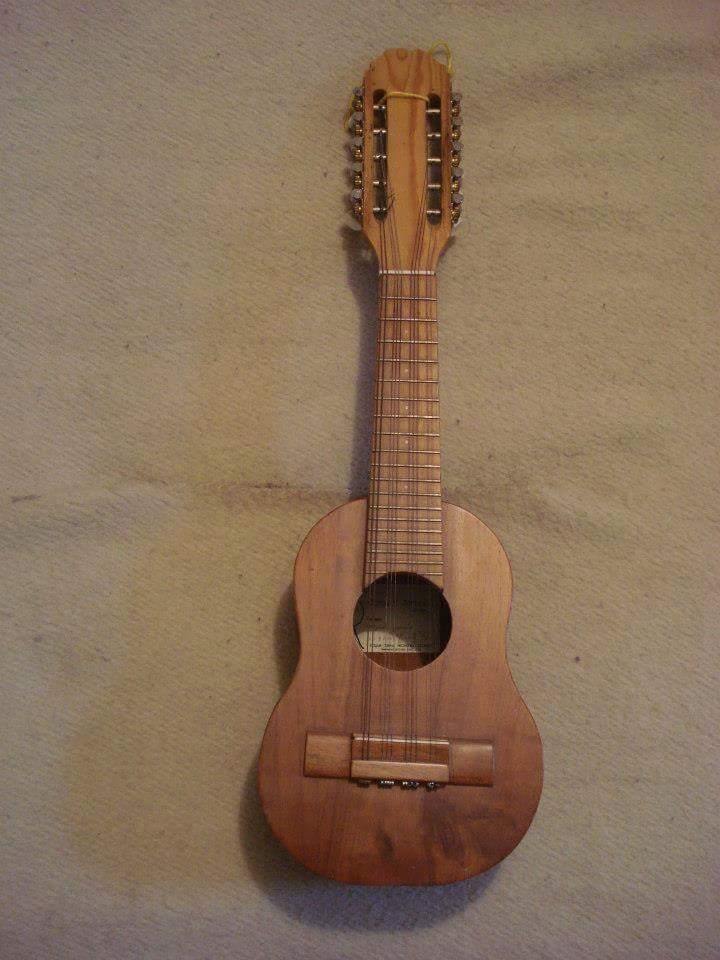
Réplica de Requintillo, florinda, chinita o tiple grillo, instrumento del siglo XIX del cual deriva el bandolín tachirense, fotografía cortesía de "Caballito del maizal".

No obstante los pocos años en los que el instrumento de 14 cuerdas y 5 órdenes divago por las manos de músicos, artistas, campesinos y soldados fue suficiente para que llegara al territorio Tachirense, puesto que este, era paso obligatorio para el comercio y las actividades políticas entre las dos Naciones, no es hasta finales del siglo XIX cuando se entablan grandes disputas comerciales y políticas sobre la frontera colombo-venezolana.
Los procesos políticos como la guerra Federal y la revolución restauradora fueron cerrando cada vez más el flujo de personas desde Colombia a Venezuela y viceversa, por lo cual, aquel instrumento de 14 cuerdas y 5 órdenes se estableció en el Táchira sin sufrir mayores evoluciones quedando lo que hoy en día se conoce como Bandolín. Se dice que Cipriano Castro en el proceso de la revolución Restauradora dio gran auge a la Música Tachirense de Raíz, al bandolín y al guitarro, pues siendo oriundo de Capacho en Táchira había crecido escuchando estos instrumentos y solicitaba escuchar su música al celebrar las victorias de la revolución restauradora.
La primera información documentada sobre el bandolín la aportaron los investigadores etnomusicólogos Isabel Aretz y Luis Felipe Ramón y Rivera en la Obra “La música tachirense”, uno de los tomos de la enciclopedia de temas tachirenses, el mismo recopila interesantes transcripciones basadas en la investigación científica de la música tachirense de Raíz y sus instrumentos.

## Características y afinaciones
El bandolín tiene una pequeña caja de resonancia similar a la de un cuatro venezolano con un diapasón ancho y robusto, lleva un corte en las tapas laterales de la caja de resonancia que lo hace más ancho en la parte inferior que en la superior (donde comienza el diapasón), la madera más utilizada para su construcción es el Cedro, posee 14 cuerdas distribuidas en 5 órdenes, que se afinan en cuartas descendentes, así, las afinaciones más utilizadas son (de graves a agudas) LA, RE, SOL, DO, FA; o también comenzando desde MI, LA, RE, SOL, DO.

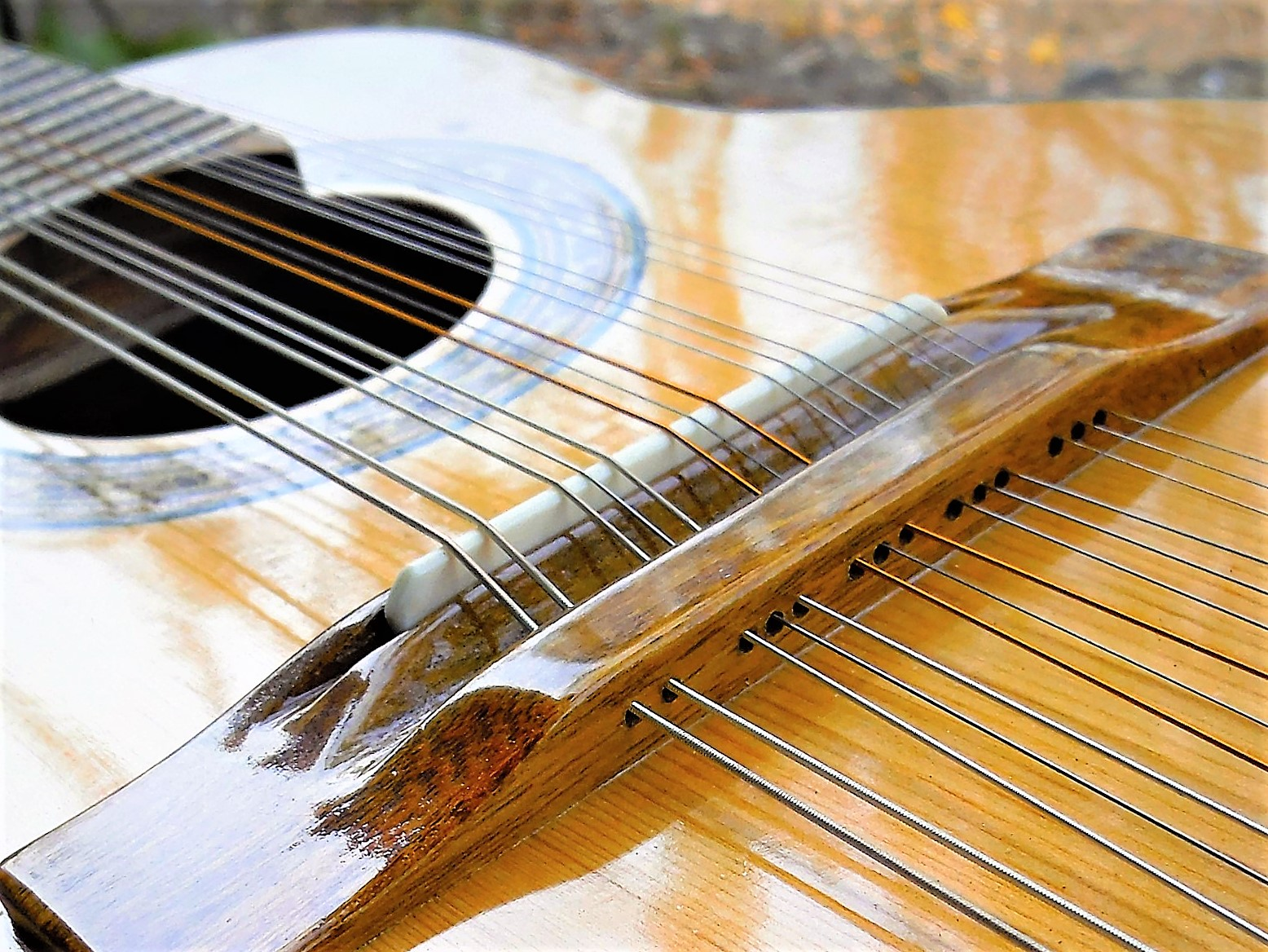
Detalle del encordado y del calibre de las cuerdas.

En cualquiera de los dos casos el orden más agudo (FA o DO según sea el caso) lleva 3 cuerdas de acero del mismo calibre (entre 0.20mm y 0.25 mm).
- El segundo orden lleva 3 cuerdas de acero del mismo calibre (entre 0.25 mm y 0.30 mm).

- El tercer orden lleva 2 bordones, entorchados, con centro de acero, los cuales van a los lados (calibre entre 0.40 mm y 0.72 mm) y en el centro una cuerda de acero llamada "requintilla" afinada a una octava arriba de los bordones de su orden, esta normalmente tiene un calibre entre 0.20 mm y 0.25 mm.

- El cuarto orden lleva 2 bordones entorchados, con centro de acero, dispuestos también a los lados (calibre entre 0.72 mm y 0.92 mm) y en el centro también una cuerda de acero llamada "requintilla" afinada a una octava arriba de las entorchadas de su orden, esta normalmente tiene un calibre entre 0.25 mm y 0.30 mm.

- El quinto orden lleva 2 bordones del mismo calibre (entre 0.92 mm y 1.16 mm).

Esta forma de encordado le brinda al Bandolin una característica particular en el timbre, pues la posición de cuerdas en octavas, sobre todo en la tercera y cuarta orden, difieren del sonido particular de la mandolina y en especial de la bandola andina colombiana.
Para ejecutar el Bandolin la técnica es "pajueleada" es decir, el ejecutante solo golpea las cuerdas hacia abajo con pajuela, púa o plectro, es un instrumento principalmente melódico, muchos de los punteos se hacen completamente a dos voces sobre el mismo instrumento.
En su forma folclórica el principal acompañante del bandolín es el guitarro o tiple de 10 cuerdas, como complemento también se le acompaña con maracas, charrasca y cucharas de madera.

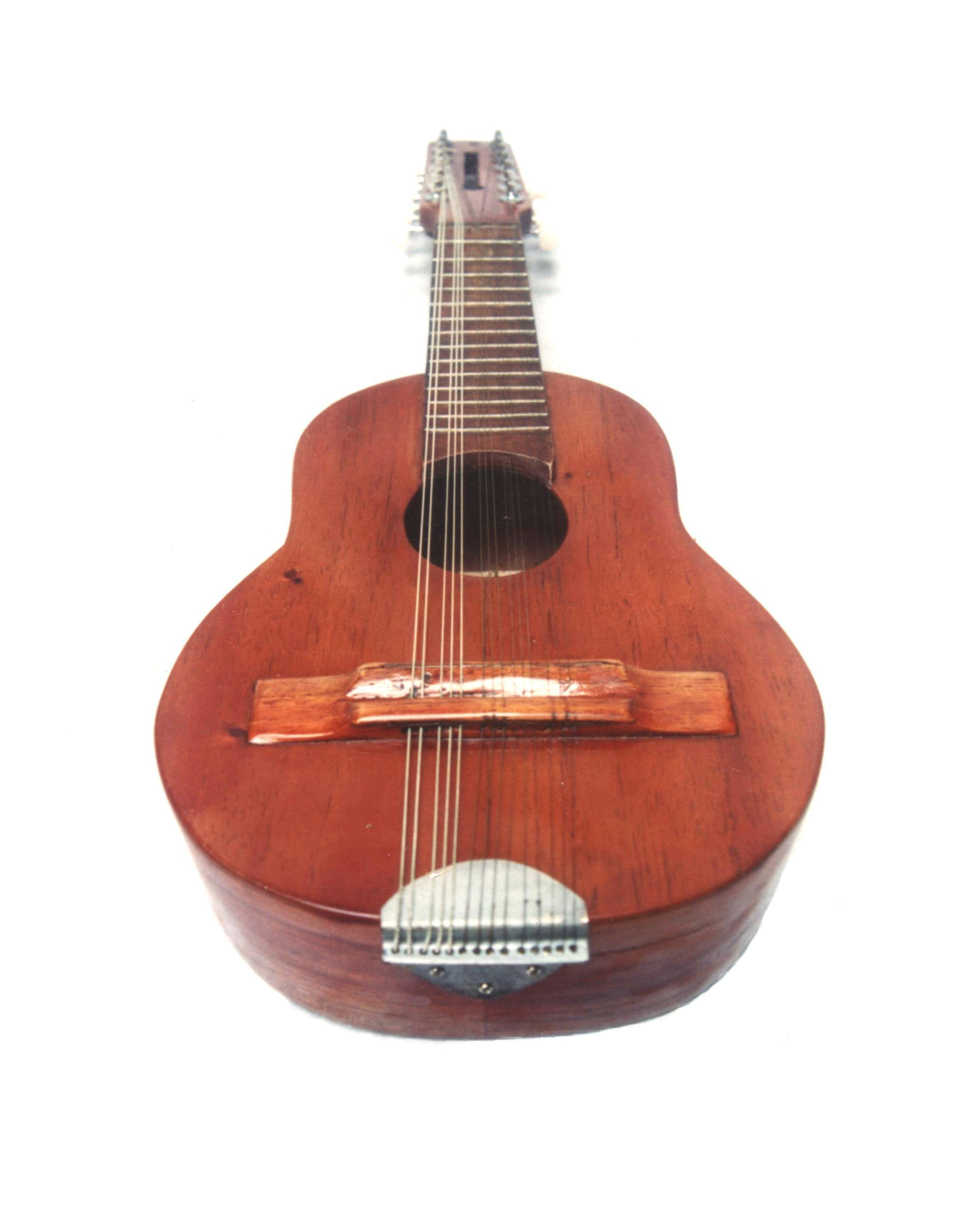
Bandolín.

## Principales luthieres
A principios del siglo XX se encontraron gran cantidad de luthieres y sus instrumentos recorrieron todo el Táchira.

### Primeros artesanos conocidos del bandolín (1920)
- José Fidel “Cayetano” Martínez (San Cristóbal)
- Carlos Quintero Velazco (San Cristóbal)
- Ruperto Moros (San Antonio del Táchira)
- Hermanos Sayago (Rubio)
- Pedro Nolasco Monsalve (San Ana del Táchira)
- Luis Eduardo Parada (Rubio)

### Desde 1940
- Ramón Duque (El Cobre, Los Mirtos. Creador de Bandolines de cinco órdenes dobles)
- Luis Eladio Contreras (Peribeca, Capacho)
- Querubín Márquez (San Cristóbal)

### Luthieres actuales
- Antonio Pereira (La Grita)
- Ramón Contreras (Peribeca)
- Edgar Ramírez (Seboruco)
- Jhoan Chacon (San Cristóbal)

## La música tachirense de raíz
El término “música tachirense de raíz” fue introducido a partir del año 2015 por el músico Miguel Ángel Chacón Acevedo, activista del impulso de los instrumentos Tachirenses y su música; este término se refiere principalmente a la música de finales del siglo XIX y principios del siglo XX que marcó la época de oro del bandolín.
Esta música es parte fundamental de la memoria musical del tachirense, en su forma y estructura, no hay otra rama de géneros parecidos en el mundo, es relevante dentro del contexto del bandolin puesto que esta música forma parte esencial del repertorio que se ejecuta con este instrumento.
Otra característica a resaltar es que el canto y la improvisación de versos son fundamentales en la ejecución de la música tachirense de raíz ya que esta se desarrolla folclóricamente de manera colectiva. Esta forma de canto colectivo se conoce como "canto acomodado", y consiste en que las personas que desean cantar se organizan alrededor de los instrumentistas, muchas veces en forma de rueda o círculo, uno a uno van cantando versos que deben comenzar con la última frase de la persona anterior, de esta manera se va creando una cadena de canto donde la improvisación juega un papel fundamental, pues los versos deben rimar y tener relación con el verso del compañero anterior.
La música tachirense de raíz se compone de varios géneros que se identifican principalmente por el círculo armónico, el ritmo y el “canto firme del bandolín”, siendo este último, la melodía característica del género. 
En este sentido la  podemos dividir en dos grandes grupos; los géneros que se ejecutan a ritmo de merengue campesino y los géneros que se ejecutan a ritmo de joropo andino.

### Géneros a tiempo de merengue campesino
Características del ritmo de merengue campesino:
- Musicalmente se escribe a 6/8
- Este ritmo es parecido al de aguinaldo o bambuco
- Se ejecuta a velocidad moderada o rápida
- Normalmente lo desarrolla el instrumento acompañante como el guitarro, tiple, cuatro o guitarra.
- Forma gráfica: •↑↓•↓••↑↓•↓•

#### Pato bombeao

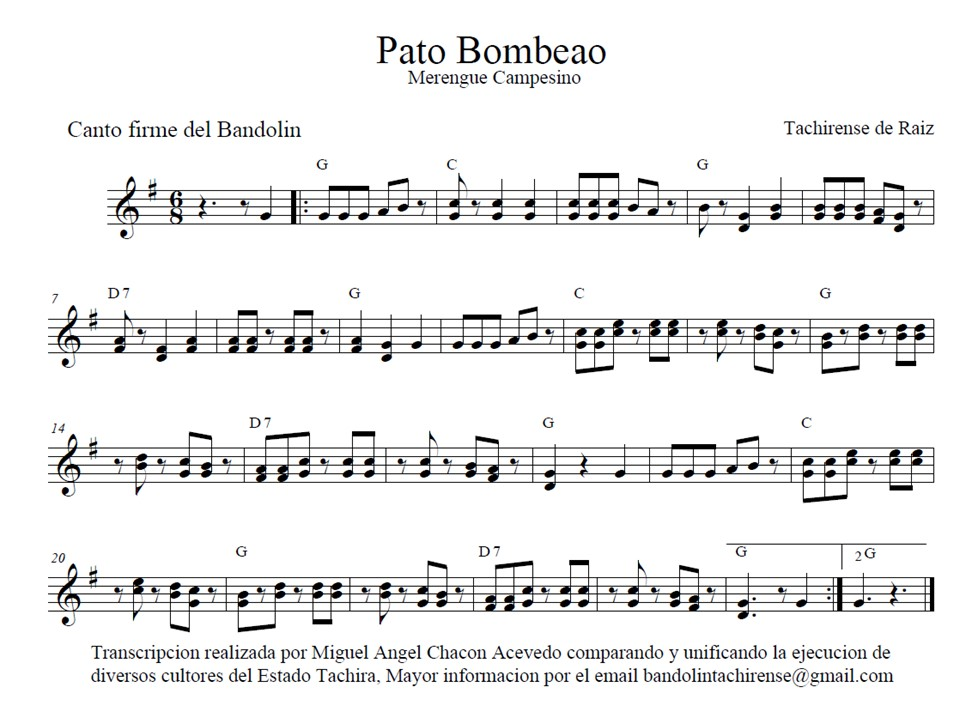
Pato Bombeao, transcripción del canto firme del bandolín.

Se caracteriza por la declamación de versos que insinúan algún reto o jocosidad, estos versos son llamados “Bombas”, de allí se genera el adjetivo “Bombeao”, y en general estas coplas se hacen de las mujeres hacia los hombres y de los hombres hacia las mujeres, creando un ambiente de rivalidad entre los participantes; para declamar los versos los instrumentistas detienen la música, en ese momento el público presente exclama “BOMBA” abriendo paso a la declamación de los versos; solo se declama uno o dos versos, dando paso nuevamente, a la ejecución instrumental, allí se cantaran los versos declamados anteriormente.
Hay versos muy representativos del Pato Bombeao que sirven para complementar el canto de las bombas, como ejemplo de ello podemos citar el siguiente:
Pato que a la media noche
Pato que al amanecer
Pato que me llevan preso
Pato por una mujer

#### Manzanares

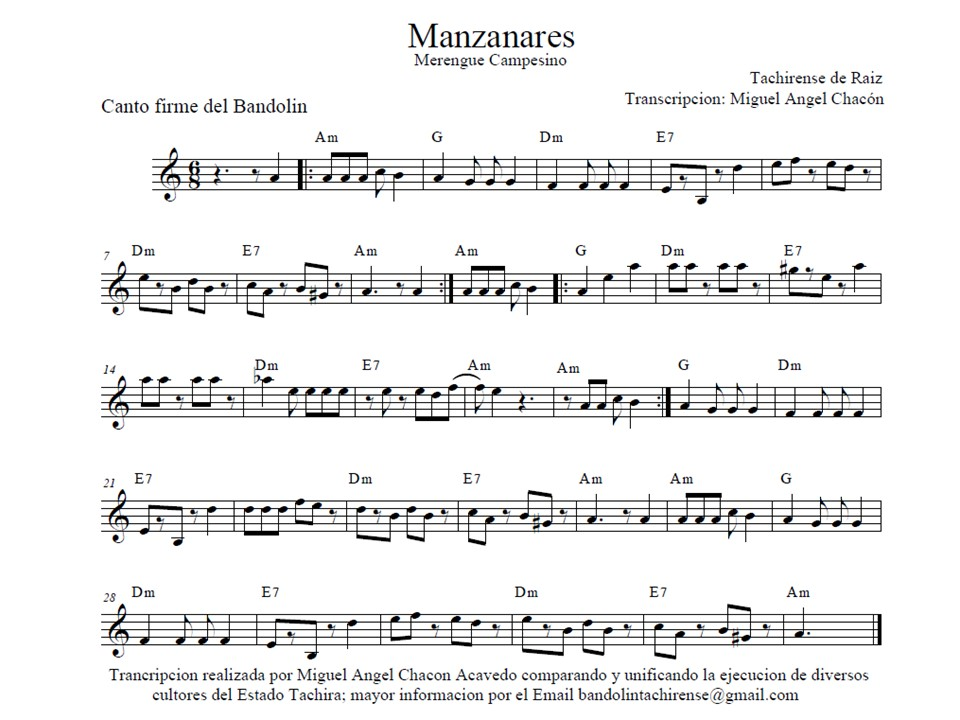
Manzanares, transcripción del canto firme del bandolín.

Su círculo armónico se realiza en tonos menores, es uno de los géneros románticos de la música tachirense de raíz, pues sus letras, van dirigidas principalmente a los amores imposibles o perdidos, mencionando en gran parte de los versos al “Río Manzanares”, el cual es un uno de los cauces más famosos de Madrid, España, marcando de esta manera el gran acento europeo de la colonización. 
Una copla del género Manzanares puede decir así:
Río Manzanares
Porque viene tan crecido
Ya bajas de monte a monte
Y no encuentro el corazón mío

#### Lombarda

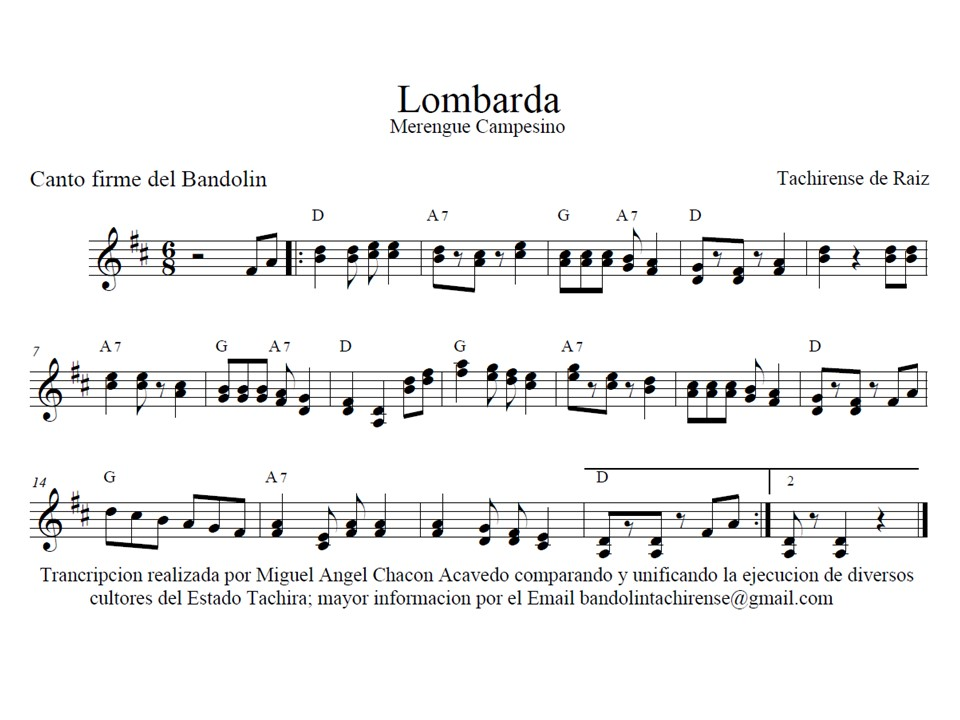
Lombarda, transcripción del canto firme del bandolín.

El término Lombarda proviene del gentilicio de Lombardía la cual es una de las veinte regiones que conforman la República Italiana. Su capital y ciudad más poblada es Milán.
En este género la versación normalmente va dirigida a comentar sobre una niña o joven pérdida, a la cual se le denomina Lombarda, es uno de los géneros de la música tachirense de raíz del cual se ha conseguido menos material para su documentación puesto que se ha ido desvaneciendo con la muerte de los cultores a través del tiempo, sin embargo se ha podido recuperar gracias a los aportes de algunos cultores que hoy en día lo recuerdan a la memoria de sus abuelos.
Unos versos de Lombarda pueden ser:
La lombarda se ha perdido
Su madre la anda buscando
Por aquí paso señora
La lombardita cantando

### Géneros a tiempo de joropo andino
Características del ritmo de joropo andino:
- Musicalmente se escribe a 6/8
- Se ejecuta a velocidad moderada o rápida
- Normalmente lo desarrolla el instrumento acompañante como el guitarro, tiple, cuatro o guitarra.
- Forma gráfica: ↓••↑↓•↓••↑↓

#### Guacharaca

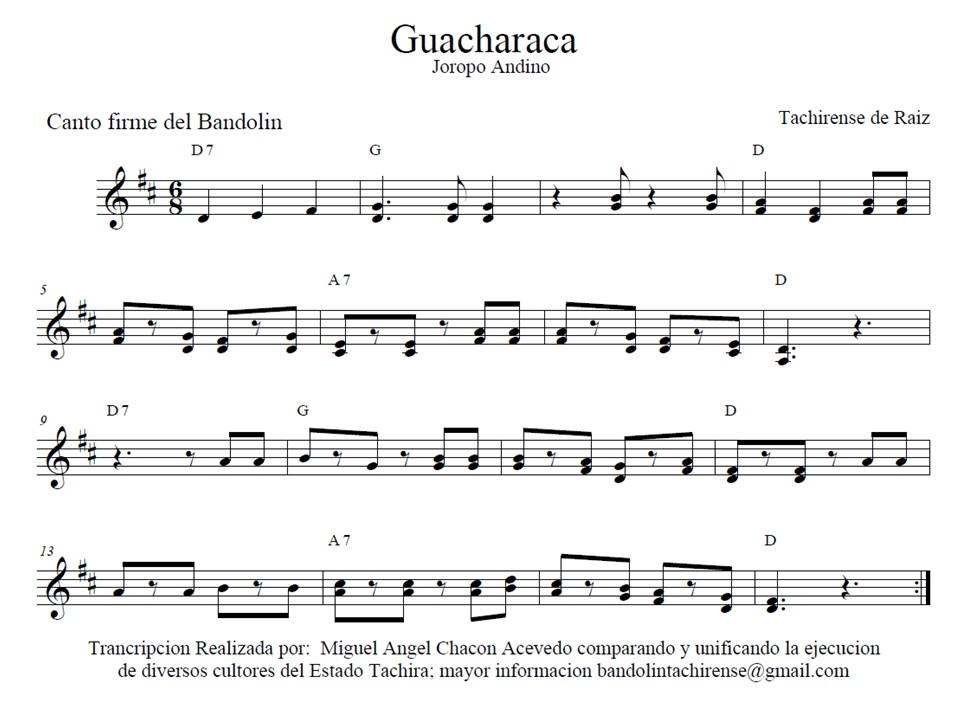
Guacharaca, transcripción del canto firme del bandolín.

La Guacharaca es un ave endémica de los páramos tachirenses la cual genera un canto bastante particular y ruidoso, el género musical Guacharaca es uno de los más conocidos por la utilización de versos improvisados y por el “canto acomodado”.
Al intermedio de cada copla los músicos y público hacen un “ruido” o un “grito” que generalmente es una expresión corta como “juaaaa” o “ijaaa” en manera de apoyo al que canta, de tal manera que el género de la música tachirense de raíz “guacharaca” deriva su nombre del particular sonido del ave, que debe simular el público acompañante en la rueda de “canto acomodado”.
Un ejemplo de una copla de guacharaca puede ser:
Solista:
Guacharaca 
recogiendo la challota 
y el guacharaquito atrás 
recogiendo lo que bota
público:
“AJuaaa” “ijaaa” “esaaa” 
solista:
y el guacharaquito atrás (bis)
recogiendo lo que bota

#### Molinera

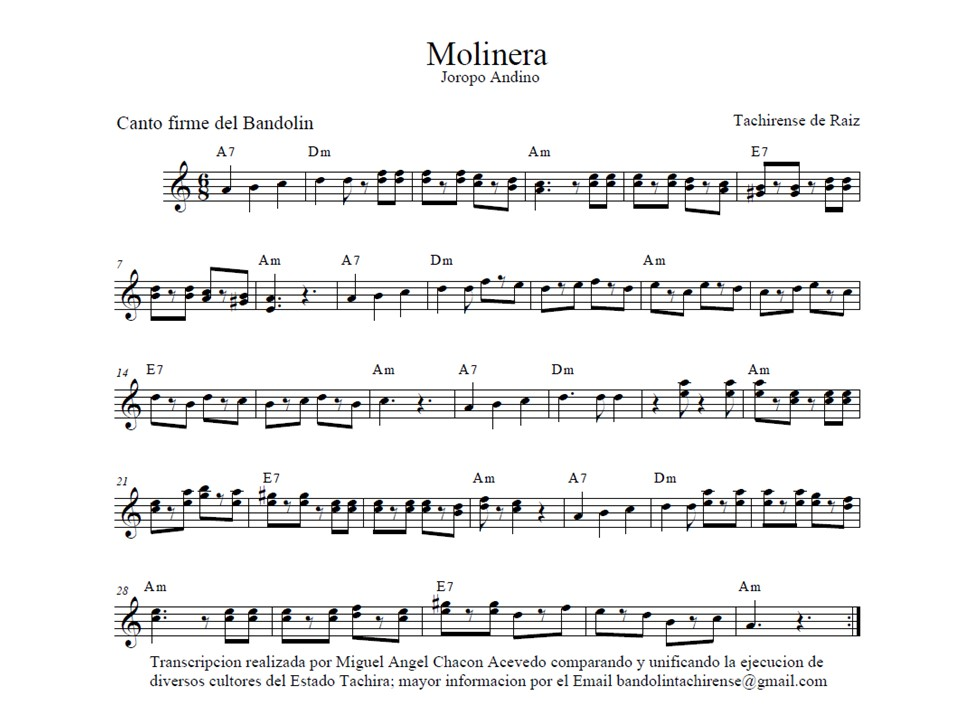
Molinera, transcripción del canto firme del bandolín.

El nombre Molinera proviene de los antiguos trapiches de piedra y madera que funcionaban con tracción animal, en los cantos de las coplas de este género se pone de manifiesto la influencia de los pocos negros esclavos que llegaron al Táchira, es importante resaltar que el círculo armónico es el mismo de la guacharaca pero en tono menor, esta particularidad le da un acento melancólico al canto, una característica encontrada en la mayoría de los cantos de trabajo con descendencia afro en Venezuela. 
Un ejemplo de una copla de Molinera puede ser:
Solista:
Molinera
el negro también la canta 
Como la canta cualquiera
Público:
"Vamos vamos" ó "ayayayaiiii"
Solista:
El negro también la canta
Como la canta cualquiera

#### Guariconga

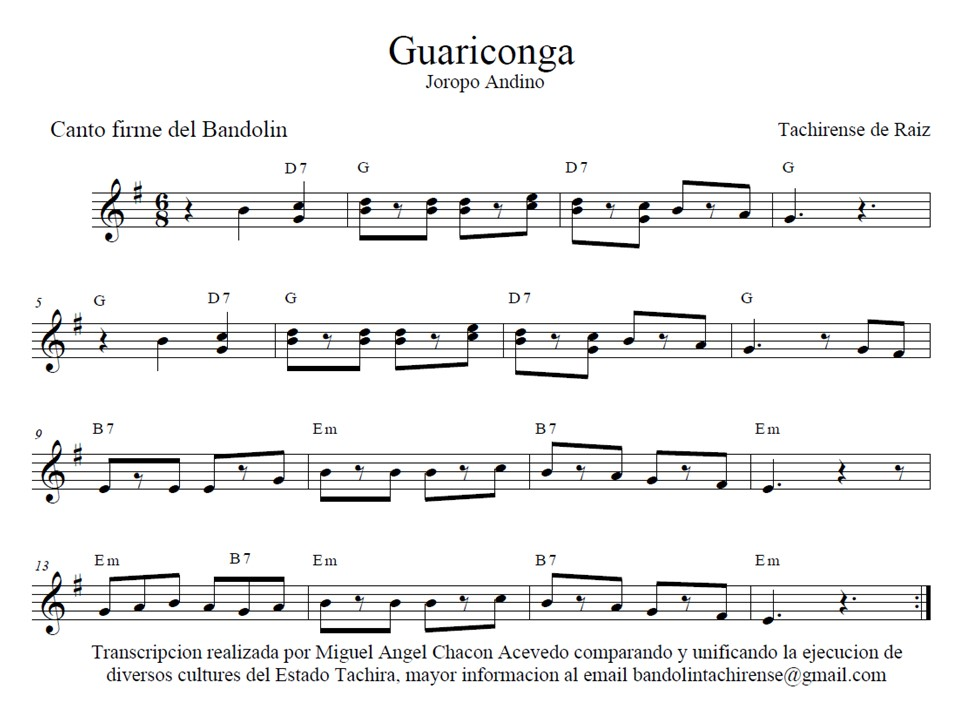
Guariconga, transcripción del canto firme del bandolín.

Hay varias interpretaciones de lo que significa “guariconga”, una de las teorías nos habla de los amuletos traídos por los negros esclavos a los Andes, estos amuletos tenían varios nombres entre los que resalta el nombre Guariconga, el término también es utilizado en otras manifestaciones Folclóricas del norte de Colombia, esto nos brinda ciertamente la influencia afro dentro del marco cultural Andino, no obstante, hay otra versión que nos brindan los cultores; en entrevista a Don Alirio Pastor Sánchez Mora, a través de la transmisión Oral aprendió que el término proviene de un juego de palabras en el cual “GUARI” proviene de “guaro” o “guajiro” que es el nombre que se le da a una raza de pollos que no tienen plumas en el cuello y “CONGA” que es la comida de la noche o la cena, de tal manera que “guariconga” significaría “El pollo de la cena”. 
La guariconga, en su versación, generalmente habla de pollos y sus diferentes contextos como galleras, comida, gallineros, entre otros; los versos de guariconga pueden decir:  
Guariconga guariconga
Vamos a guariconguear
Unos a pelar la polla 
Y otros a verla pelar

#### Palomera

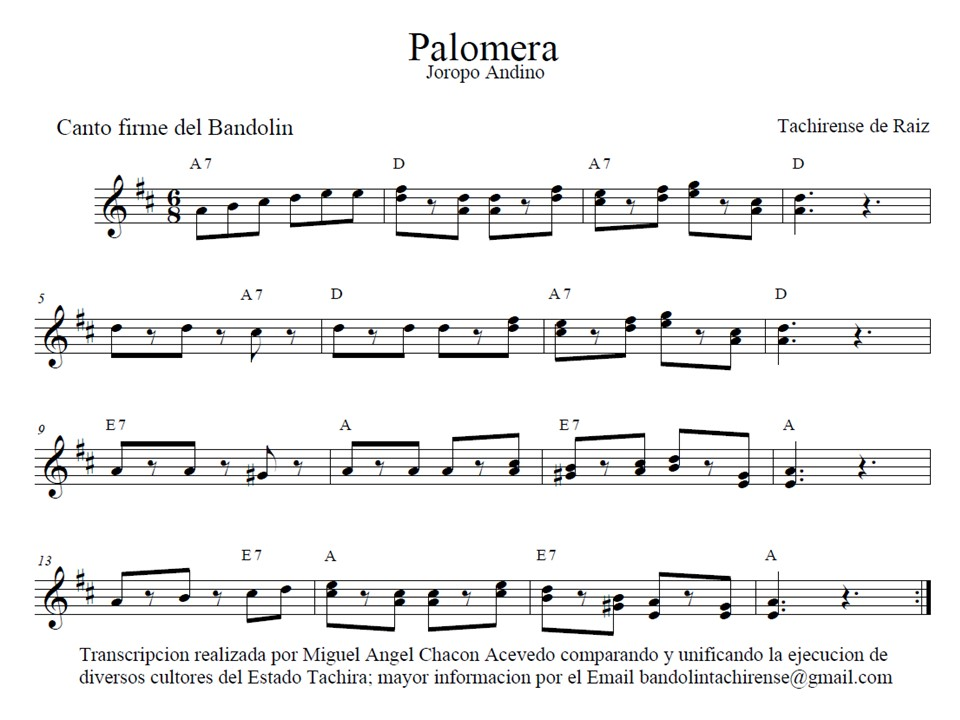
Palomera, transcripción del canto firme del bandolín.

La paloma es un ave conocida en todo el mundo, famosa por representar la paz.
La palomera es un género de la música tachirense de raíz bastante conocido, en su versación comenta del ámbito de estas aves en alegoría a historias de amor, cabe resaltar que se registran versos que hablan sobre las palomas mensajeras, animales adiestrados en la época medieval en Europa para llevar cartas de forma rápida entre lugares distantes. Estos vestigios en la versación enmarcan nuevamente el aporte europeo en el folklore tachirense.  
Una copla de Palomera puede decir: 
La palomita en su nido
Lloraba y se sacudía
Al ver las ingratitudes
Que el palomito le hacia

#### Machete pando

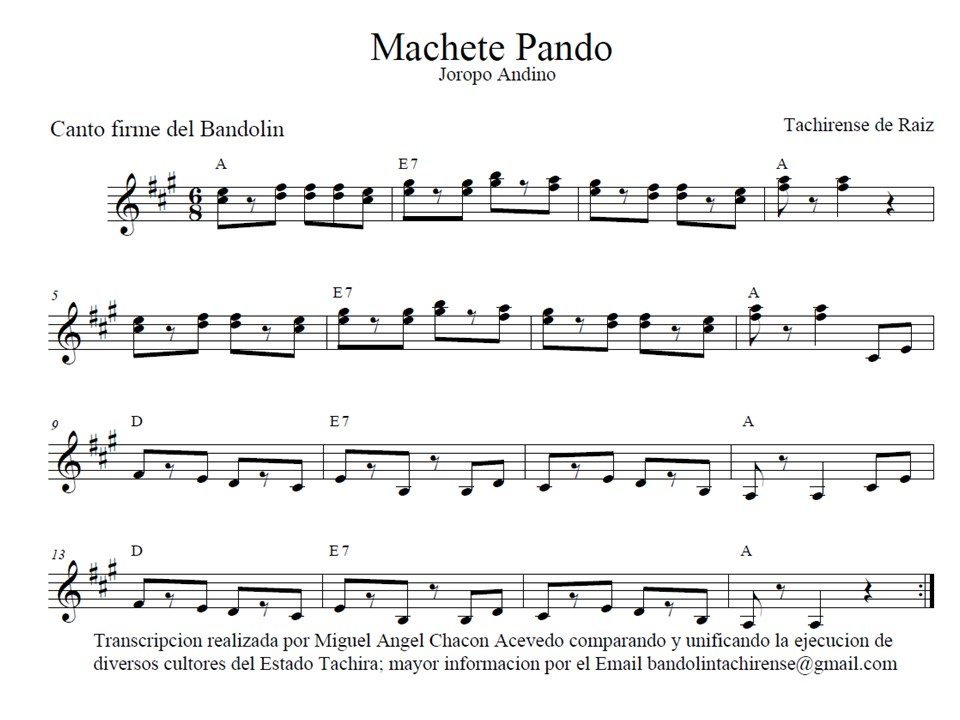
Machete Pando, transcripción del canto firme del bandolín.

El término Pando significa “sin filo” o que ya no corta, así pues, un machete pando es un machete que de tanto uso ya no corta.
El machete es una herramienta de trabajo popular en los andes, de tal manera que no es de extrañar que se maneje un género musical con este término, las batallas libradas en territorio tachirense, así como el uso de estas herramientas en el trabajo cotidiano del campesino, dieron popularidad a este género de la música tachirense de raíz.  
Los versos de Machete Pando pueden decir así: 
Machete pando
Con el que pelio medina
Si no fuera po’ el machete
Me muerde la puercoespina

#### Macayao

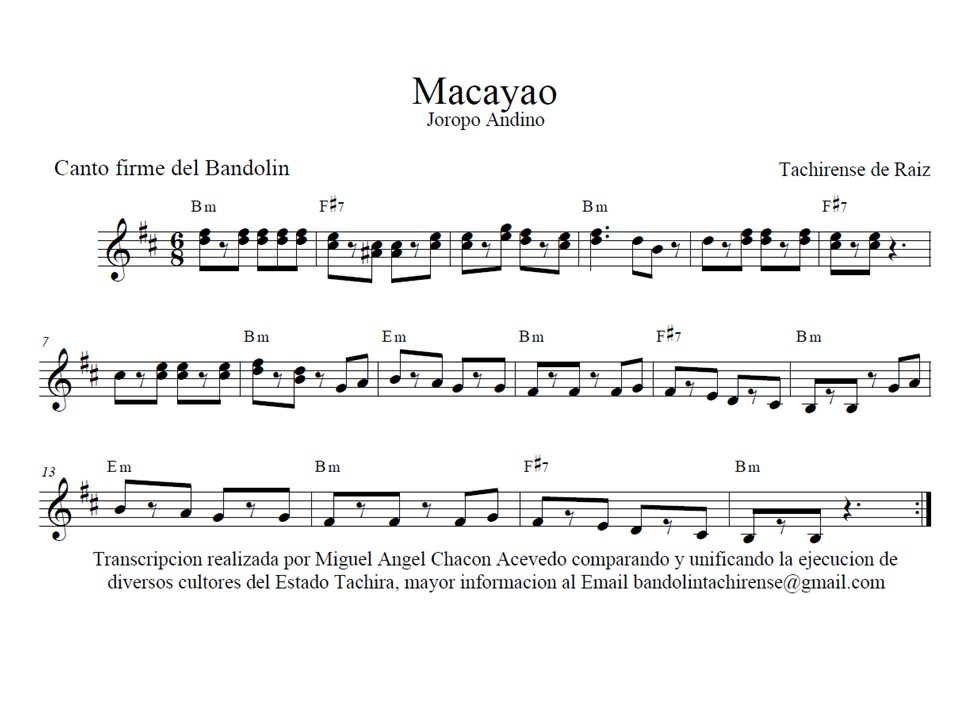
Macayao, transcripción del canto firme del bandolín.

El término macayao proviene de la unión de las palabras “mas” y “callado”, la unión de estas dos palabras conforman el término MACAYAO haciendo alegoría a una persona agazapada, este género tachirense de raíz es con el que principalmente se hace la forma de CANTO A PIQUE, que consiste en 2 cantantes contrincantes que realizan versos ofensivos incitando al otro a responder.
El “canto a pique” es la versión andina de lo que se conoce en el joropo como “contrapunteo”; estos cantos muchas veces terminan en peleas por el alto contenido de ofensas en la versación.
Los versos de macayao pueden decir de esta manera: 
La mujer del macayao
Si es una buena mujer
Que se va a la media noche
Y vuelve al amanecer

#### Perra baya

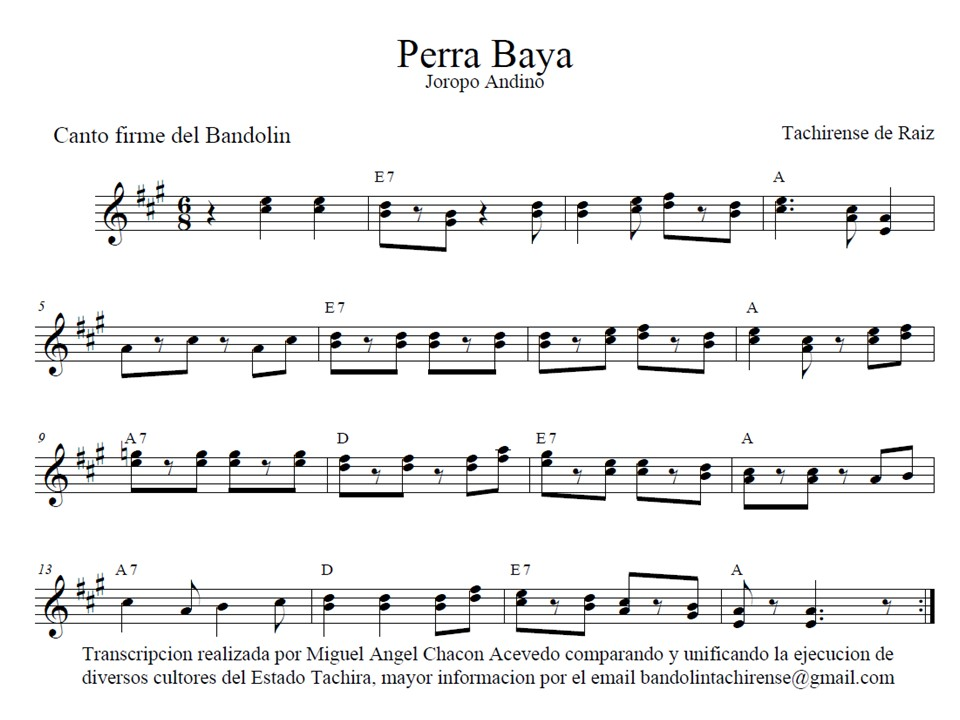
Perra Baya, transcripción del canto firme del bandolín.

El término “baya” significa blanco o amarillento, generalmente se aplica solo a animales, así pues, si hablamos de un “gato bayo” significa que el animal es de color claro, de allí el término “Perra baya” que significa “la perra de color claro”.
En este género se utiliza a la “perra baya” como pretexto para comunicar a otra persona algún defecto o virtud sin ser nombrado, la perra baya es uno de los géneros de la música tachirense de raíz más populares. 
Una de las coplas más populares de perra baya dice así: 
Perra baya
Me gusta por lo ligera
Que la mandan a un mandado
Y se echa la semana entera

#### Valsecito

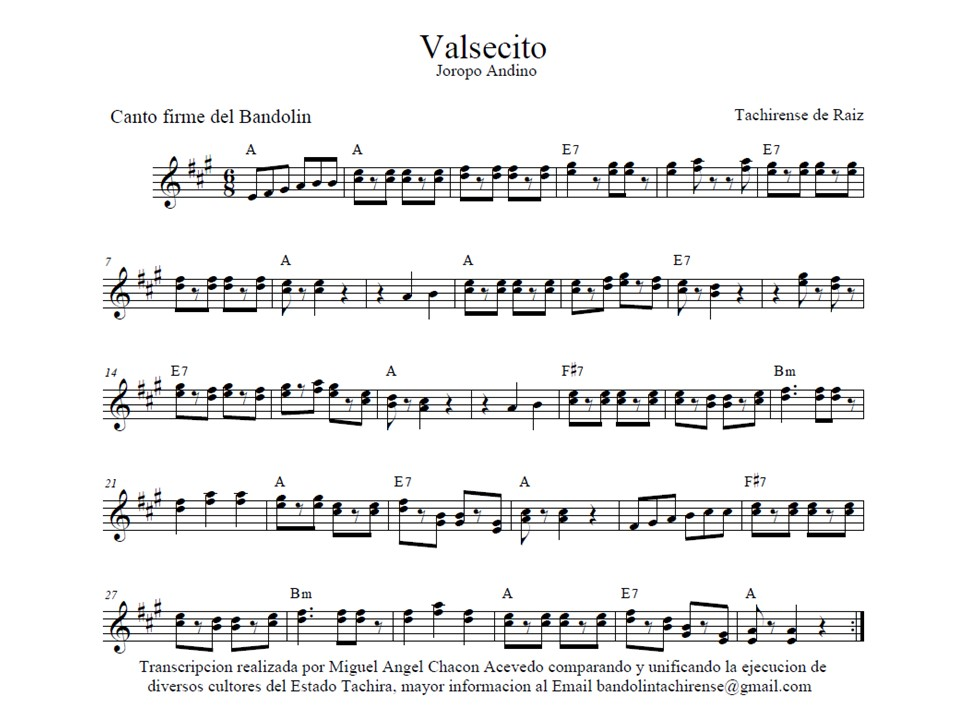
Valsecito, transcripción del canto firme del bandolín.

El nombre de este género proviene de la música europea conocida como valse, en su forma melódica es elegante, la versación generalmente se refiere al amor, la felicidad y todas las bondades de la vida. Cabe resaltar que es uno de los géneros con más dificultad para la ejecución dentro de la música tachirense de raíz, por lo que es popular entre los ejecutantes del bandolín.
Los versos de valsecito pueden decir así:
Quien fuera botón de rosa
Quien fuera rosa en botón
Quien fuera gota de sangre
Pa’ estar en tu corazón